# 19159 Taenakano
19159 Taenakano è un asteroide della fascia principale. Scoperto nel 1990, presenta un'orbita caratterizzata da un semiasse maggiore pari a 2,7684905 UA e da un'eccentricità di 0,0560171, inclinata di 8,48763° rispetto all'eclittica.